# M/S Alwi
M/S Alwi, (1939–1949 Sigurd, 1949 Sigbritt, 1949-1977 Siri II, 1977-1981 Siri Maria) var ett motorfartyg byggt 1939 i Scheepswerft Waterhuisen i Nederländerna för AGH Vrijborg i Kampen, som förliste 1981.
M/S Alwi hade en längd på 40,26 meter, en bredd av 7,04 meter, motorkraft av 300 indikerade hästkrafter och ett deplacement på 282 bruttoregisterton respektive 129 nettoregisterton. I september 1939 kort efter byggandet inköptes Alwi i Karlshyamn av Rederi AB Staffan i Gävle och döptes om till Sigurd. 1949 såldes hon till Svend E Hansen i Svendborg och döptes till Sigbritt. Mycket kort därefter bytte hon namn igen till Siri II: HOn ombyggdes och förlängdes 1957 med 6 meter. Iris Hanson i Svendborg blev senare ägare, hon sålde i maj 1976 Siri II till Flemming Petersen i Årøsund och som nu fick namnet Siri Maria. I en nordostlig storm 27 april 1981 drabbades fartyget av stark slagsida. Hon övergavs av besättningen och blev drivande innan hon sjönk i närheten av Solo gasfält i Nordsjön.